# Прусице
Прусице (пољ. Prusice) град је у Пољској у Војводству доњошлеском. По подацима из 2012. године број становника у месту је био 2268.

## Становништво
| 2012. |
| ----- |
| 2.268 |

## Партнерски градови
- Званични веб-сајт